# Mitja Dragšič
Mitja Dragšič, slovenski alpski smučar, * 21. julij 1979, Maribor.
Nastopa v tehničnih disciplinah, zadnjih nekaj let pa samo še v slalomu. V tej disciplini je leta 1997 v Schladmingu osvojil naslov mladinskega svetovnega prvaka. V svetovnem pokalu je debitiral 15. marca 1997 na finalu v Vailu. Svoje prve točke v svetovnem pokalu je dobil na slalomu v Adelbodnu, 6. januarja 2002, ko je osvojil 12. mesto. Med prvo peterico je prvič stal v Flachau, v sezoni 2004/2005, ko je osvojil 4. mesto. Po tem dosežku dolgo časa ni prišel tako visoko, vse do slaloma v Garmisch-Partenkirchnu, v sezoni 2007/2008, ko je bil šesti. Po tej tekmi je zelo dobro smučal vse do konca sezone, saj je bil v Zagrebu peti, na finalu v Bormiu pa četrti. V karieri je imel veliko težav s poškodbami, saj mora praktično vsako leto na operacijo kolena. Kariero je zaključil 6. marca 2011 kot predtekmovalec na tekmi za svetovni pokal ob jubilejnem 50. pokalu Vitranc.
Od leta 2016 je vodja tekmovanja za Zlato lisico.